# مانیا (اسطوره)
مانیا یا مانئا در اساطیر رومی و اتروسکی، ایزدبانوی مرگ بود. او، همراه با مانتوس، بر عالم اموات حکومت می‌کرد. گفته می‌شد که او مادر ارواح، موجودات مافوق طبیعی، و همینطور ارواح شب به حساب می‌آید، همانطور که لاریز و مانیز نیز، چنین نقشی را در عالم ارواح و مردگان ایفا می‌کردند. هر دو شکل یونانی و لاتین کلمه مانیا از زبان نیا-هندواروپایی (پیش-هندواروپایی) مشتق شده‌است. بخش اول این کلمه از لغت «مِن»، به معنای حافظه و فکر کردن گرفته شده [که همین بخش در ترکیب نام منروا، دیگر ایزدبانوی اتروسکی نیز به کار رفته‌است.]. این واژه با کلمه «مِنوس» در زبان یونان باستان (که به معنای زندگی، و قدرت است) و با کلمه اوستایی «ماینیو» (به معنای «روح»)، قرابت واژگانی دارد.
از میان خدایان اتروسکی، مانتوس و مانیا، شهریار و شهبانوی زیرزمینی، از همه هراس انگیزتر بودند و هریک گروهی از شیاطین بالدار را، در پی اجرای احکام خویش می‌فرستادند.